# Núcleo arcuato
El núcleo arqueado o arcuato es un grupo de neuronas localizadas en la región medial y posterior del hipotálamo. Tiene varias funciones fisiológicas, participa en la regulación de la saciedad y secreta diferentes hormonas que actúan sobre la hipófisis, entre ellas la hormona liberadora de gonadotrofina.

## Ubicación
Se encuentra situado en el hipotálamo, en la región medial y posterior de la zona adyacente al tercer ventrículo cerebral, en contacto e inmediatamente por encima de la Eminencia media (ME).

## Función
Diferentes grupos de neuronas situadas en el Núcleo arcuato (AN en inglés) secretan varios neurotransmisores y neuropéptidos, entre ellos neuropéptido Y,  sustancia P, hormona liberadora de gonadotrofina, hormona liberadora de hormona del crecimiento, dopamina, betaendorfina y proopiomelanocortina.
Varias poblaciones de neuronas del núcleo arcuato (AN), son capaces de responder a cambios en la concentración de glucosa. 
Estas neuronas del AN, combinan los cambios en los niveles de glucosa en sangre, con una compleja red de respuestas neuroquímicas y neurofisiológicas, que controlan la ingesta de alimentos y la conducta alimentaria. 

La vía de la melanocortina se forma a partir de poblaciones neuronales localizadas en el AN con acciones antagónicas.

Las neuronas orexigénicas que sintetizan el neuropéptido Y (NPY) y el péptido relacionado con agutí (AgRP) aumentan la ingesta de alimentos y reducen el gasto energético.
Se observan efectos contrarios cuando se estimulan las neuronas  anorexigénicas, incluidas las neuronas proopiomelanocortina (POMC). La excitación aguda de las neuronas POMC disminuye la ingesta de alimentos.

## Tipos de células
En el núcleo arcuato pueden distinguirse diferentes tipos de células:
- Neuronas dopaminérgicas tuberoinfundibulares (TIDA). Secretan dopamina que juega un importante papel fisiológico al actuar sobre la adenohipófisis, donde tiene un efecto inhibidor de la secreción de prolactina por las células lactotropas. El aumento en la síntesis de prolactina provoca un aumento de la dopamina segregada por estas neuronas, por el contrario la disminución en el nivel de prolactina circulante disminuye la síntesis de dopamina hipotalámica. Las neuronas TIDA son responsables por tanto de regular la secreción de prolactina, aunque este control no es efectivo en ciertas situaciones, entre ellas el embarazo, la lactancia y los tumores productores de prolactina (prolactinoma).[8]
- Neuronas productoras de hormona liberadora de hormona del crecimiento.
- Neuronas productoras de hormona liberadora de gonadotropina (GNRH).
- Neuronas KNDy. Expresan kisspeptina, neuroquinina B y dinorfina.[9]